# Jinwen (teksten)

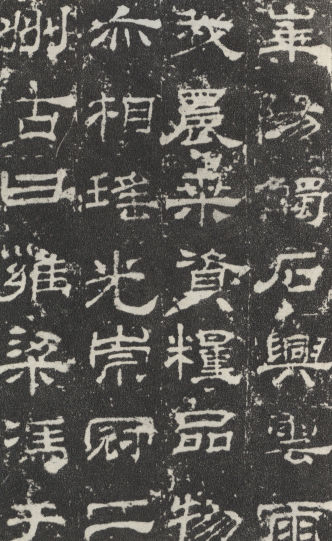
Voorbeeld van het tijdens de Han veel gebruikte 'klerkenschrift'. (afkomstig uit Huashan-Tempel (华山庙碑), circa 100 v.Chr.

Jinwen (modern schrift) is de aanduiding voor de vormen van het Chinees schrift die tijdens de Han-dynastie gangbaar waren. Dit waren het (gegraveerde) klein zegelschrift (xiaozhuan, 小篆) en het daarvan afgeleide (gepenseelde) klerkenschrift (lishu, 隶书). Het klein zegelschrift was door Qin Shihuangdi ingevoerd als standaardschrift. In deze betekenis staat jinwen tegenover guwen. Daarmee werd dan het schrift bedoeld dat in gebruik was vóór de standaardisatie door de Eerste Keizer. 

## Nieuwe tekst-versies van de Klassieken
Tijdens de Han-dynastie waren de Confucianistische Vijf Klassieken zowel in het 'guwen' als in het 'jinwen' geschreven. Verschillen tussen beide versies hebben toen geleid tot een richtingenstrijd binnen het Confucianisme.

## Tweede begrip 'jinwen'
Er bestaat nog een tweede begrip jinwen. Dit wordt in het moderne Mandarijn op dezelfde wijze uitgesproken, maar geschreven als 金文. Dat is de benaming voor de inscripties op oud-Chinees bronzen vaatwerk.